# 돈다바야시니시구치역
돈다바야시니시구치역(일본어: 富田林西口駅)은 일본 오사카부 돈다바야시시에 위치한 긴키 닛폰 철도 나가노 선의 철도역이다. 역 번호는 O 19이며, 단선 승강장 1면 1선의 구조를 갖춘 지상역이다.

## 이용 현황
- 2005년 11월 8일 : 6,215명
- 2008년 11월 18일 : 5,884명
- 2010년 11월 9일 : 6,135명
- 2012년 11월 13일 : 6,006명
- 2015년 11월 10일 : 6,557명

## 역 주변
- 돈다바야시 시청
- 돈다바야시 시 소방 본부
- 돈다바야시 보건소
- 국도 제170호선

## 역사
- 1904년 10월 12일 : 고난 철도의 돈다바야시 - 다키다니후도 간에, 갓코마에역으로서 신설 개업.
- 1912년 3월 31일 : 영업 폐지.
- 1917년 1월 9일 : 영업 재개.
- 1919년 3월 8일 : 사명 변경에 의해 오사카 철도로 사명 변경.
- 1933년 4월 1일 : 돈다바야시니시구치역으로 개칭.
- 1943년 2월 1일 : 간사이 급행 철도가 오사카 철도로 합병, 이 회사 나가노 선의 역이 됨.
- 1944년 6월 1일 : 전시 통합에 의해 간사이 급행 철도가 난카이 철도와 합병, 긴키 닛폰 철도 나가노 선의 역이 됨.
- 1945년 6월 1일 : 영업 폐지.
- 1946년 7월 1일 : 영업 재개.
- 2007년 4월 1일 : PiTaPa 사용 개시.

## 인접 역
| 긴키 닛폰 철도 나가노 선     | 긴키 닛폰 철도 나가노 선 | 긴키 닛폰 철도 나가노 선       |
| ---------------------------- | ------------------------ | ------------------------------ |
| O18 돈다바야시 후루이치 방면 | O 나가노 선              | 가와니시 O20 가와치나가노 방면 |